# 歌おう世界の友よ
『歌おう世界の友よ』（うたおうせかいのともよ）は、1963年10月10日から1964年10月25日までNHK総合テレビで放送された音楽番組である。カラー放送。全38回。

## 概要
1964年10月開催の東京オリンピック参加予定国の中から毎回1か国または2か国を取り上げ、その国の音楽・スポーツ・習俗・国民性、そしてその国のオリンピックにまつわる話などを紹介していた。番組は1年間にわたって放送され、オリンピック閉幕の翌日に最終回を迎えた。

## 放送時間
いずれも日本標準時。
- 木曜 19:30 - 20:00 （1963年10月10日 - 1964年3月26日）
- 日曜 17:45 - 18:10 （1964年4月19日 - 1964年10月25日）

## 出演者
- 坂本博士（声楽家・作曲家）
- ダークダックス - 前番組『世界歌の旅』から引き続き出演。
- 東京混声合唱団

## スタッフ
- 構成：西沢実

## 放送リスト
| 回 | 放送日         | 特集国           |
| -- | -------------- | ---------------- |
| 1  | 1963年10月10日 | イタリア         |
| 2  | 1963年10月17日 | カナダ           |
| 3  | 1963年11月21日 | メキシコ         |
| 4  | 1963年11月28日 | ハンガリー       |
| 5  | 1963年12月5日  | トルコ / イラン  |
| 6  | 1963年12月12日 | アメリカ合衆国   |
| 7  | 1963年12月19日 | 大韓民国         |
| 8  | 1963年12月26日 | スペイン         |
| 9  | 1964年1月9日   | フランス         |
| 10 | 1964年1月16日  | スイス           |
| 11 | 1964年1月23日  | 西ドイツ         |
| 12 | 1964年1月30日  | チェコスロバキア |
| 13 | 1964年2月6日   | オーストラリア   |
| 14 | 1964年2月13日  | オーストラリア   |
| 15 | 1964年2月20日  | ユーゴスラビア   |
| 16 | 1964年2月27日  | スウェーデン     |
| 17 | 1964年3月5日   | フィンランド     |
| 18 | 1964年3月12日  | アルゼンチン     |
| 19 | 1964年3月19日  | ノルウェー       |
| 20 | 1964年3月26日  | ソビエト連邦     |

| 回 | 放送日         | 特集国       |
| -- | -------------- | ------------ |
| 21 | 1964年4月19日  | インド       |
| 22 | 1964年4月26日  | ポルトガル   |
| 23 | 1964年5月3日   | オランダ     |
| 24 | 1964年5月10日  | イギリス     |
| 25 | 1964年5月17日  | ギリシャ     |
| 26 | 1964年5月24日  | ポーランド   |
| 27 | 1964年5月31日  | キューバ     |
| 28 | 1964年6月14日  | デンマーク   |
| 29 | 1964年6月21日  | ブラジル     |
| 30 | 1964年7月5日   | ベネズエラ   |
| 31 | 1964年7月19日  | ベルギー     |
| 32 | 1964年8月30日  | インドネシア |
| 33 | 1964年9月6日   | ルーマニア   |
| 34 | 1964年9月13日  | フィリピン   |
| 35 | 1964年9月20日  | ブルガリア   |
| 36 | 1964年9月27日  | パキスタン   |
| 37 | 1964年10月4日  | イスラエル   |
| 38 | 1964年10月25日 | 日本         |